# Cheirostylis griffithii
Cheirostylis griffithii är en orkidéart som beskrevs av John Lindley. Cheirostylis griffithii ingår i släktet Cheirostylis och familjen orkidéer. Inga underarter finns listade i Catalogue of Life.